# هیره‌های نخ‌پا
هیره‌های نخ‌پا (نام علمی: Tarsonemidae) نام یک خانواده از راسته مخملی‌سانان است.